# Marsaglia
Marsaglia – miejscowość i gmina we Włoszech, w regionie Piemont, w prowincji Cuneo.
Według danych na rok 2018 gminę zamieszkiwało 228 osób, 17 os./km².